# Xe đạp tại Đại hội Thể thao Đông Nam Á 1991
Xe đạp tại Đại hội Thể thao Đông Nam Á năm 1991 diễn ra từ ngày 25 đến ngày 30 tháng 11 năm 1991 tại Romulo Highway (đường trường) và Amoranto Velodrome, Thành phố Quezon (đường đua lòng chảo) ở Manila, Philippines. Chương trình thi đấu của môn xe đạp gồm hai nội dung chính: đường trường và đường đua lòng chảo với 10 nội dung tranh huy chương, trong đó 8 nội dung của nam và 2 nội dung của nữ.
Đoàn thể thao Indonesia vươn lên dẫn đầu với 4 tấm huy chương vàng, trong khi đó đoàn chủ nhà Philippines xếp thứ hai với 3 huy chương vàng.

## Bảng huy chương
| Hạng               | Đoàn               | Vàng | Bạc | Đồng | Tổng số |
| ------------------ | ------------------ | ---- | --- | ---- | ------- |
| 1                  | Indonesia (INA)    | 4    | 2   | 1    | 7       |
| 2                  | Philippines (PHI)  | 3    | 1   | 0    | 4       |
| 3                  | Malaysia (MAS)     | 2    | 1   | 4    | 7       |
| 4                  | Thái Lan (THA)     | 1    | 5   | 4    | 10      |
| 5                  | Singapore (SIN)    | 0    | 1   | 1    | 2       |
| Tổng số (5 đơn vị) | Tổng số (5 đơn vị) | 10   | 10  | 10   | 30      |

## Tóm tắt kết quả

### Nam
| Nội dung                              | Vàng                 | Vàng    | Bạc                    | Bạc     | Đồng                  | Đồng    |
| ------------------------------------- | -------------------- | ------- | ---------------------- | ------- | --------------------- | ------- |
| Nước rút cá nhân                      | Kalimanto            |         | Rosman Alwi            |         | Dzulkarmin Ibrahim    |         |
|                                       |                      |         |                        |         |                       |         |
| 1.600 mét xuất phát đồng loạt cá nhân | Kalimanto            | 2:26.30 | Thanakorn Wistahapeeda | 2:26.37 | Haris Fadzillah Usman | 2:26.44 |
| 4.800 mét xuất phát đồng loạt cá nhân | Puspita Mustika Adya | 8:47.75 | Thanakorn Wistahapeeda | 8:47.89 | Somsak Promsum        | 8:47.94 |
|                                       |                      |         |                        |         |                       |         |
| 4 km rượt đuổi cá nhân                | Murugayan Kumaresan  | 5:03.58 | Kenneth Tan            | 5:08.89 | Sompong Kootawesub    | 5:17.14 |
| 4 km rượt đuổi đồng đội               | Philippines          | 4:47.90 | Indonesia              | 4:48.66 | Thái Lan              | 4:54.16 |
|                                       |                      |         |                        |         |                       |         |
| 1 km tính giờ cá nhân                 | Joselito Santos      | 1:11.18 | Puspita Mustika Adya   | 1:11.23 | Rosman Alwi           | 1:12.31 |
| 100 km tính giờ đồng đội              | Philippines          | 2:24:00 | Thái Lan               | 2:24:16 | Indonesia             | 2:26:19 |
|                                       |                      |         |                        |         |                       |         |
| Đua tính điểm 30 km                   | Murugayan Kumaresan  | 43 pts  | Sompong Kootawesub     | 40      | Kenneth Tan           | 35      |

### Nữ
| Nội dung                            | Vàng              | Vàng    | Bạc            | Bạc     | Đồng             | Đồng    |
| ----------------------------------- | ----------------- | ------- | -------------- | ------- | ---------------- | ------- |
| 1 km cá nhân tính giờ               | Nurhayati         | 1:19.85 | Elaine Henson  | 1:21.95 | Wan Maizan Radzi | 1:23.34 |
| 55,2 km đua đường trường cá nhân nữ | Chalern Chamchiun | 1:46:39 | Panna Deekampa | 1:47:00 | Siri Pengpit     | 1:50:59 |